# Jean Fréchaut
Jean Fréchaut (Burdeos, 19 de septiembre de 1914 - Venza, 16 de abril de 2012) fue un ciclista francés que fue profesional entre 1935 y 1946. En estos años consiguió 6 victorias, 3 de las cuales fueran etapas al Tour de Francia de 1938.

## Palmarés
- 1935
  - 1.º en la Burdeos-Angoulème
- 1936
  - 1.º en la Burdeos-Angoulème
- 1938
  - 1.º del Tour del Suroeste
  - Vencedor de 3 etapas al Tour de Francia

## Resultados al Tour de Francia
- 1937. 10.º de la clasificación general
- 1938. 18.º de la clasificación general y vencedor de 3 etapas
- 1939. Abandona (15.ª etapa)